# Oberkasseler Brücke
Die Oberkasseler Brücke ist eine zwischen der Düsseldorfer Innenstadt und dem Stadtteil Oberkassel über den Rhein führende für den Straßen- und Stadtbahnverkehr ausgelegte Schrägseilbrücke.
Weltweite Beachtung fand die in dieser Dimension erstmalige Verschiebung der 1969 bis 1973 weiter südlich gebauten Brücke in ihre heutige Lage. Durchgeführt wurde sie am 7. und 8. April 1976 nach dem Abbruch der Behelfsbrücke, welche die 1896 bis 1898 gebaute ursprüngliche Oberkasseler Brücke nach ihrer Sprengung kurz vor Ende des Zweiten Weltkrieges ersetzt hatte.

## Lage
Als eine von sieben Rheinbrücken im Düsseldorfer Stadtgebiet quert die Brücke den Rhein bei Kilometer 744 und verbindet die am rechten Rheinufer liegende Düsseldorfer Innenstadt mit dem linksrheinischen Stadtteil Oberkassel. Die rechtsrheinische Brückenrampe bildet die nördliche Grenze der Düsseldorfer Altstadt und darüber hinaus erstreckt sich der Stadtteil Pempelfort bis an das Rheinufer. Hier steht unmittelbar am Brückenkopf die Tonhalle und schließt sich nördlich davon der Komplex des Ehrenhofs an. Südlich der Brückenrampe (Hofgartenrampe) prägt das Gebäude der Kunstakademie Düsseldorf das Bild.
Die Oberkasseler Brücke ist die mittlere von drei Schrägseilbrücken der ursprünglichen Düsseldorfer Brückenfamilie, welche die Entwicklung der Schrägseilbrücken-Konstruktionen weltweit für viele Jahre maßgeblich beeinflusste. Die 1957 eröffnete Theodor-Heuss-Brücke ist ca. zwei Kilometer stromabwärts entfernt und die 1969 dem Verkehr übergebene Rheinkniebrücke liegt rund einen Kilometer stromaufwärts am anderen Ende des von der Alt- und Carlstadt gebildeten historischen Stadtkerns Düsseldorfs.

## Beschreibung

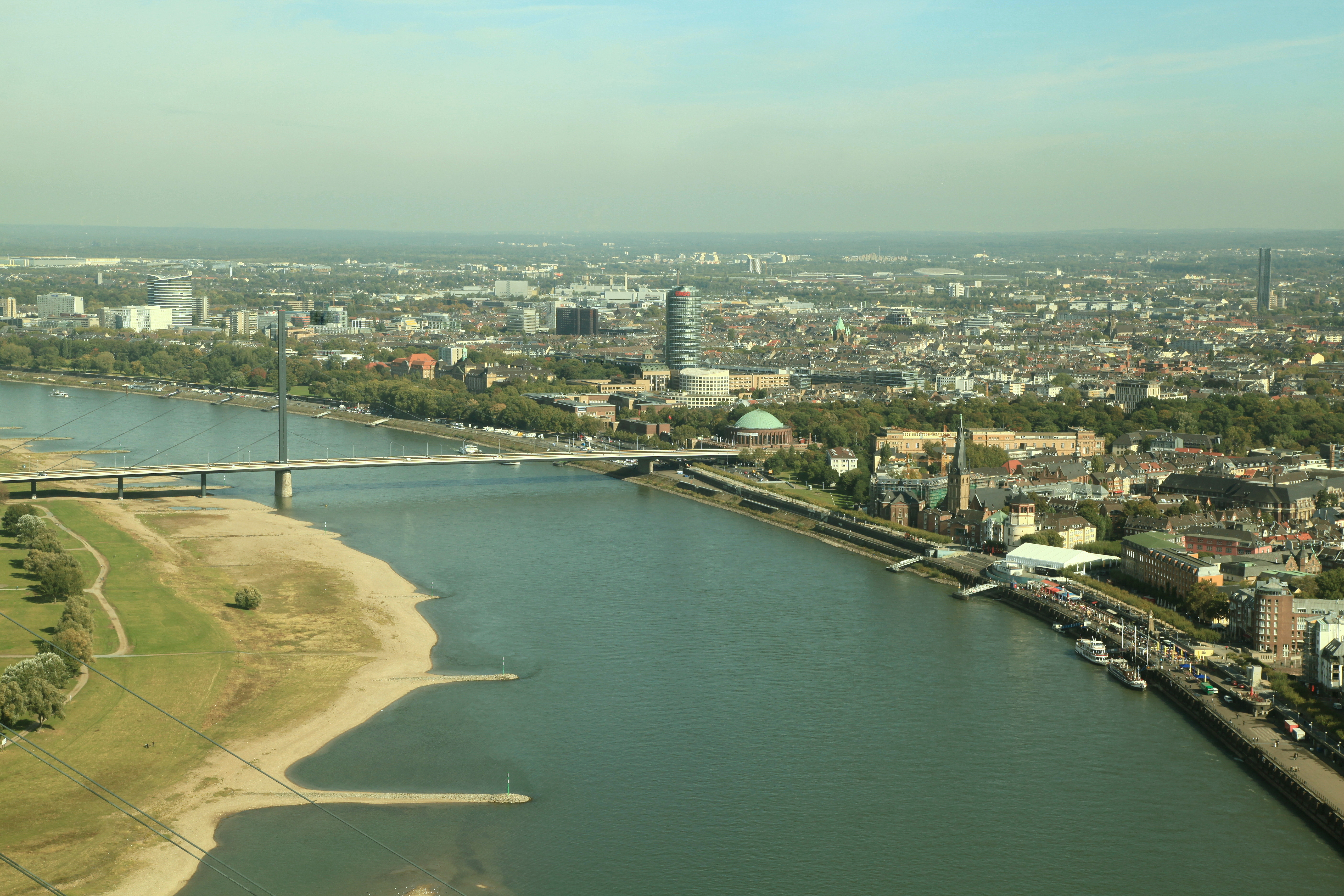
Blick auf die Oberkasseler Brücke vom Rheinturm

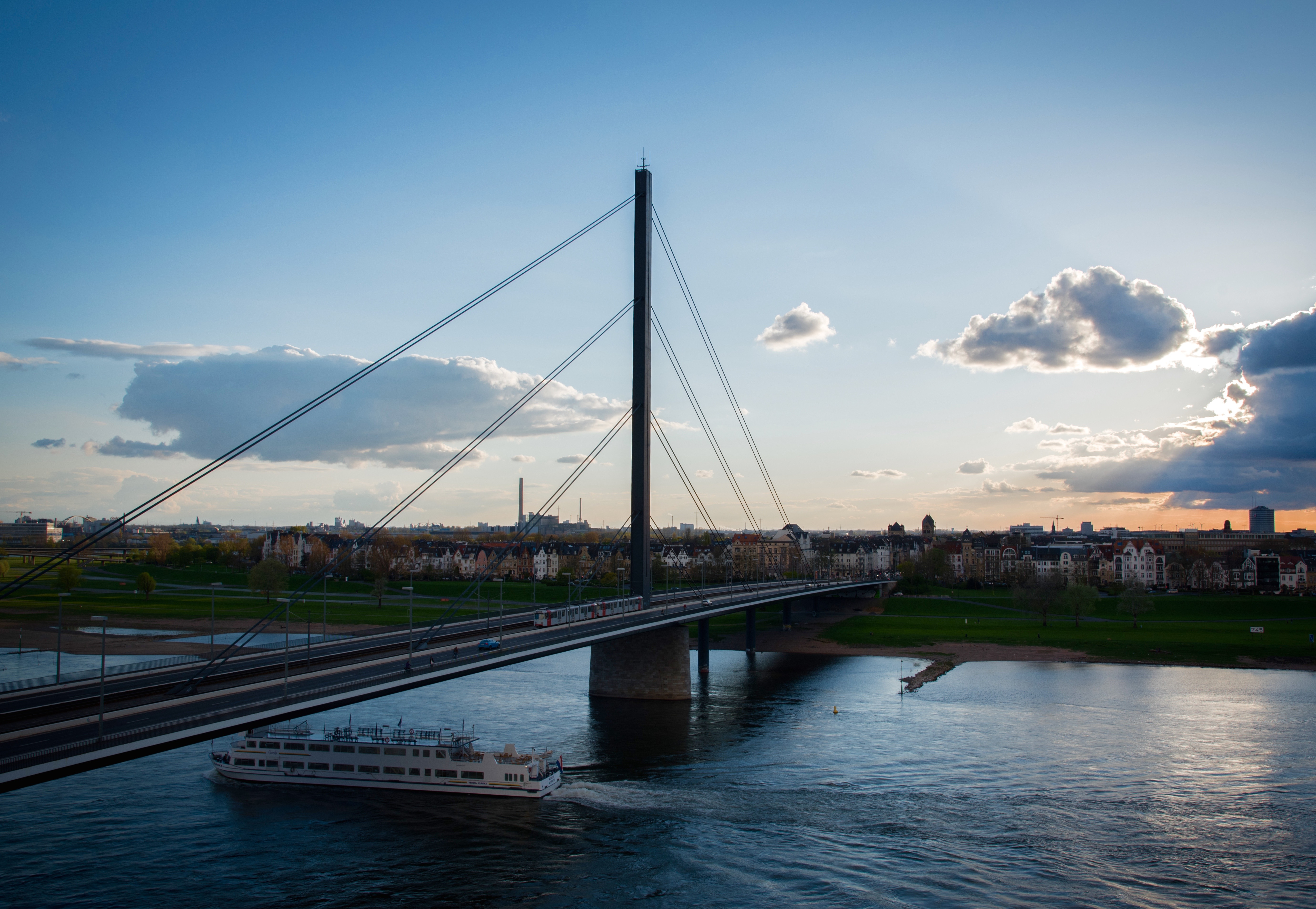
Die Brücke von oben

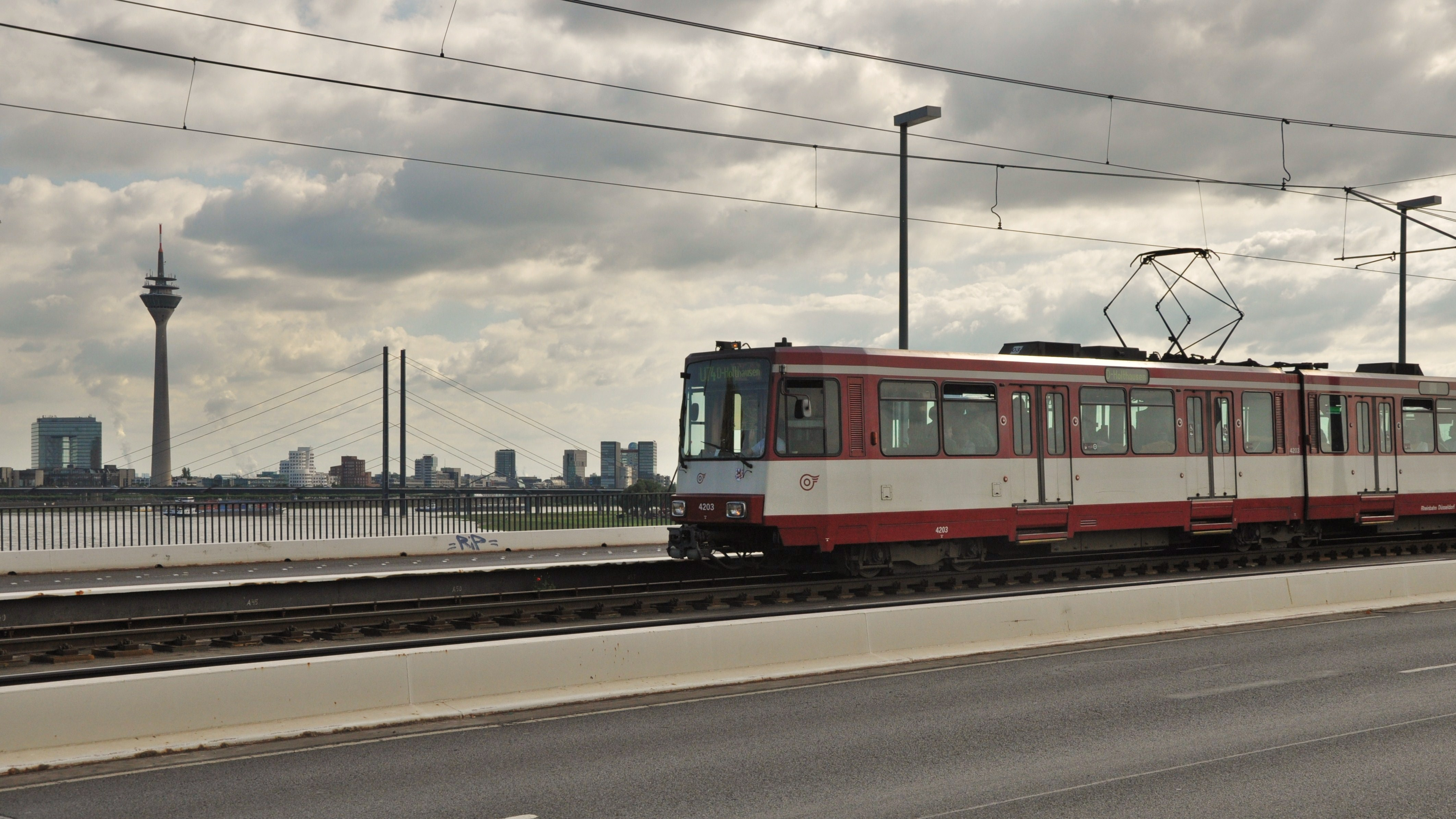
Zug der Stadtbahn Düsseldorf auf der Oberkasseler Brücke

Die Oberkasseler Brücke ist eine Schrägseilbrücke mit einem auf der linken Rheinseite in der Mittelachse der Brücke stehenden, senkrechten Pylon und vier harfenförmig und in Längsrichtung fast symmetrisch angeordneten Seilen. Ihre von dem Pylon über den Rhein reichende Hauptöffnung hat eine Spannweite von 257,75 m. Dort lagert der Brückenträger auf einem unmittelbar am Ufer stehenden Pfeiler und wird in geringfügig veränderter Form verlängert, um den Parkplatz auf der Unteren Rheinwerft und die hier Joseph-Beuys-Ufer genannte B 1 zu überqueren. Der Brückenträger schließt neben der Tonhalle in Höhe ihrer Dachterrasse an die Hofgartenrampe an. Die andere, linksrheinische Hälfte überbrückt das Hochwasserbett. Das Brückendeck ist unter den Seilverankerungen durch schmale Pfeiler abgestützt und endet auf einem Widerlager vor der Unterführung des Kaiser-Friedrich- / Kaiser-Wilhelm-Rings, die von einer kurzen Betonbrücke überquert wird. Das gesamte Brückenbauwerk ist 615 m lang.
Der 103 m hohe Pylon steht im Flachwasser der leichten Linkskurve des Flusses. Unterhalb des Brückendecks besteht er aus einem massiven Betonpfeiler, der mit Naturstein verkleidet wurde. Oberhalb des Brückendecks erhebt sich ein schlanker, rechteckiger, sich nach oben leicht verjüngender Stiel aus geschweißten Stahlblechen, der die Fahrbahn um 79 m überragt. Aus architektonischen Gründen hat dieser Stiel in der Längsrichtung leicht überstehende Kanten und an den Breitseiten je eine senkrechte, durch kleine Querstege unterbrochene Sicke.
Von dem Pylon sind in beide Fahrtrichtungen vier parallel laufende Doppelseile zur Mittelachse des Brückendecks gespannt, die im Pylon über Sattellager geführt sind. Die Doppelseile sind horizontal dicht nebeneinander angeordnet, so dass sie aus größerer Entfernung wie ein einziges Seil aussehen. Jedes der Seile wurde aus 24 vollverschlossenen Drahtseilen mit Durchmessern von 63 bis 72,5 mm gefertigt, die in einem Sechseck-Profil gebündelt, dann mit einer hydraulischen Seilpresse zu einem runden Kabel geformt und anschließend ummantelt wurden.
Das stählerne, 35 m breite Brückendeck besteht aus einem mehrzelligen, 28,5 m breiten Hohlkasten mit 3,25 m weit auskragenden Gehwegträgern. Sein 10 m breiter Mittelstreifen wird für den Pylon und die Seilverankerungen sowie für die beiden Stadtbahn-Gleise benötigt. Daneben befinden sich die beiden 9,25 m breiten Richtungsfahrbahnen mit je zwei Fahrstreifen und einem Radfahrstreifen, die 3 m breiten Gehwege und der 0,25 m breite Rand für das Geländer. Am Rande der Geh- und Radwege in Richtung der Fahrbahn stehen senkrechte Beleuchtungsmasten.
Über die Oberkasseler Brücke führen zwei Stadtbahngleise, Fahrbahnen (eine je Fahrtrichtung) mit jeweils zwei Fahrstreifen und einem Radfahrstreifen sowie Gehwege, die auch für Radfahrer freigegeben sind. Die Brücke ist der zentrale Bestandteil eines Straßenzuges, zu dem die Heinrich-Heine-Allee und die Luegallee gehört. Während bis 1957 – vor der Eröffnung der Theodor-Heuss-Brücke – noch die Bundesstraße 7 über die Brücke führte und die Brücke somit noch eine Rolle im bundesdeutschen Fernstraßenverkehr spielte, dient sie danach – erst recht seitdem es die Rheinkniebrücke gibt – nur noch dem städtischen Verbindungsverkehr zwischen einerseits den linksrheinischen Stadtteilen Ober- und Niederkassel, Lörick und Heerdt und andererseits der Innenstadt.
Eine wichtige Rolle spielt die Oberkasseler Brücke im Städte verbindenden öffentlichen Personennahverkehr. Ursprünglich 1896–98 von der Rheinischen Bahngesellschaft primär für diesen Zweck gebaut, ist sie notwendiger Bestandteil der auch heute noch einzigen den Rhein querenden Stadtbahnstrecke. Die fünf über die Brücke führenden Stadtbahnlinien U 70, U 74, U 76, U 77 und U 75 binden nicht nur die linksrheinischen Stadtteile an das Düsseldorfer Stadtbahnnetz an, sondern verbinden auf diese Weise auch die Nachbarstädte Krefeld, Meerbusch und Neuss mit Düsseldorf.

## Geschichte

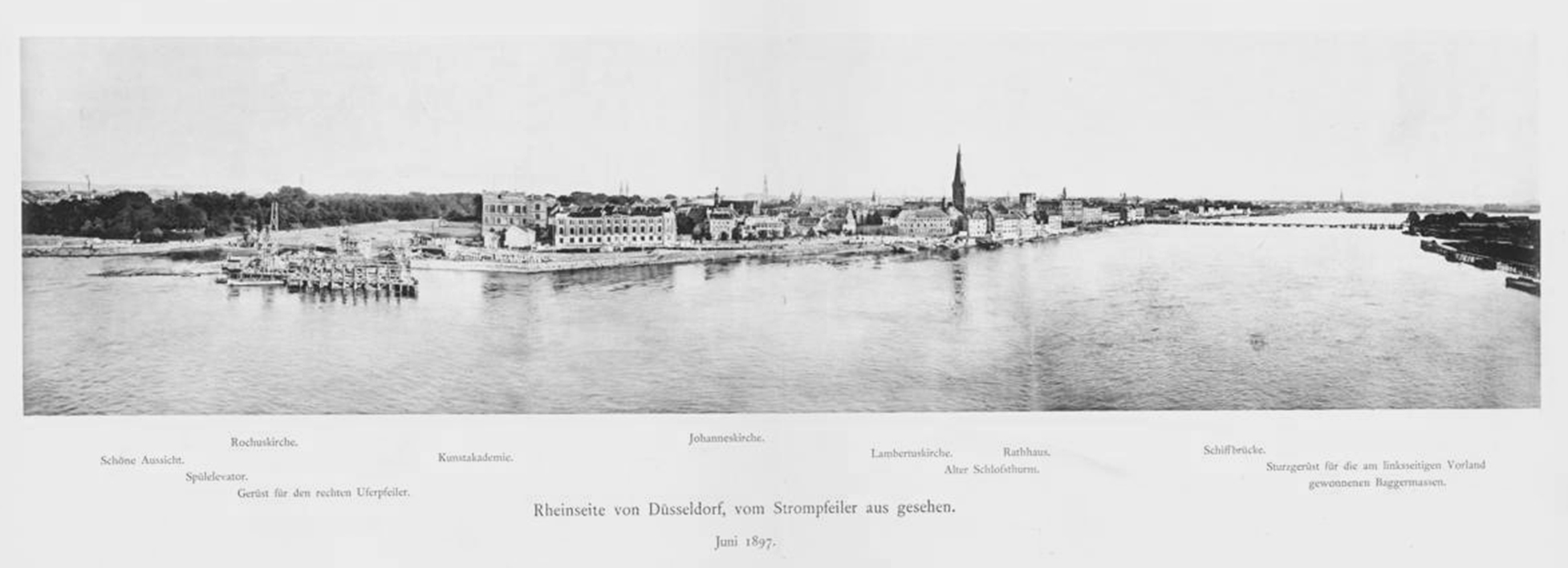
Baugerüst für den östlichen Brückenpfeiler, Juni 1897 (dahinter das Gelände des bereits zugeschütteten Sicherheitshafens, rechts die noch bestehende Pontonbrücke zwischen Altstadtufer und Oberkassel)

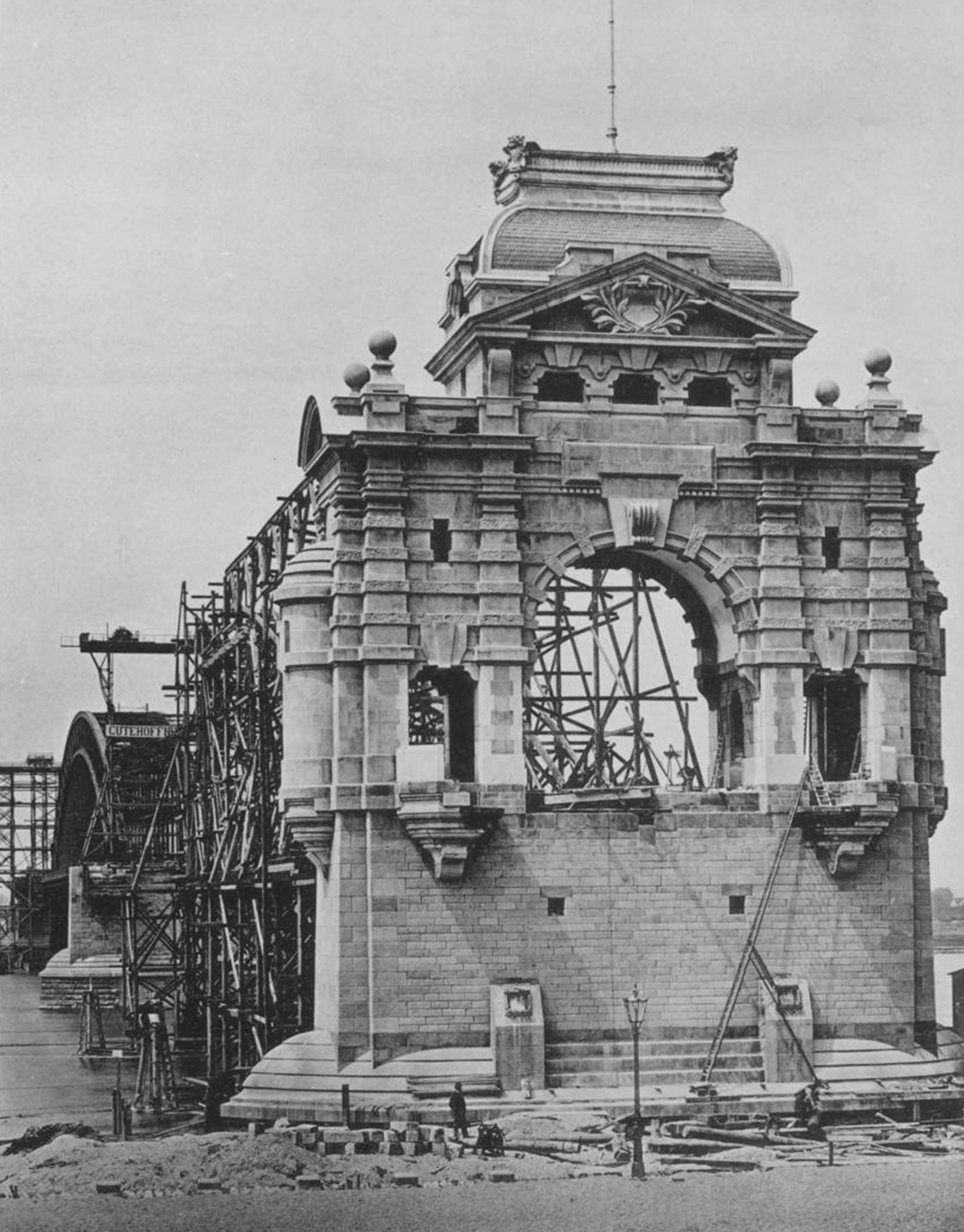
Foto vom Bau des östlichen Brückenpfeilers, 1898

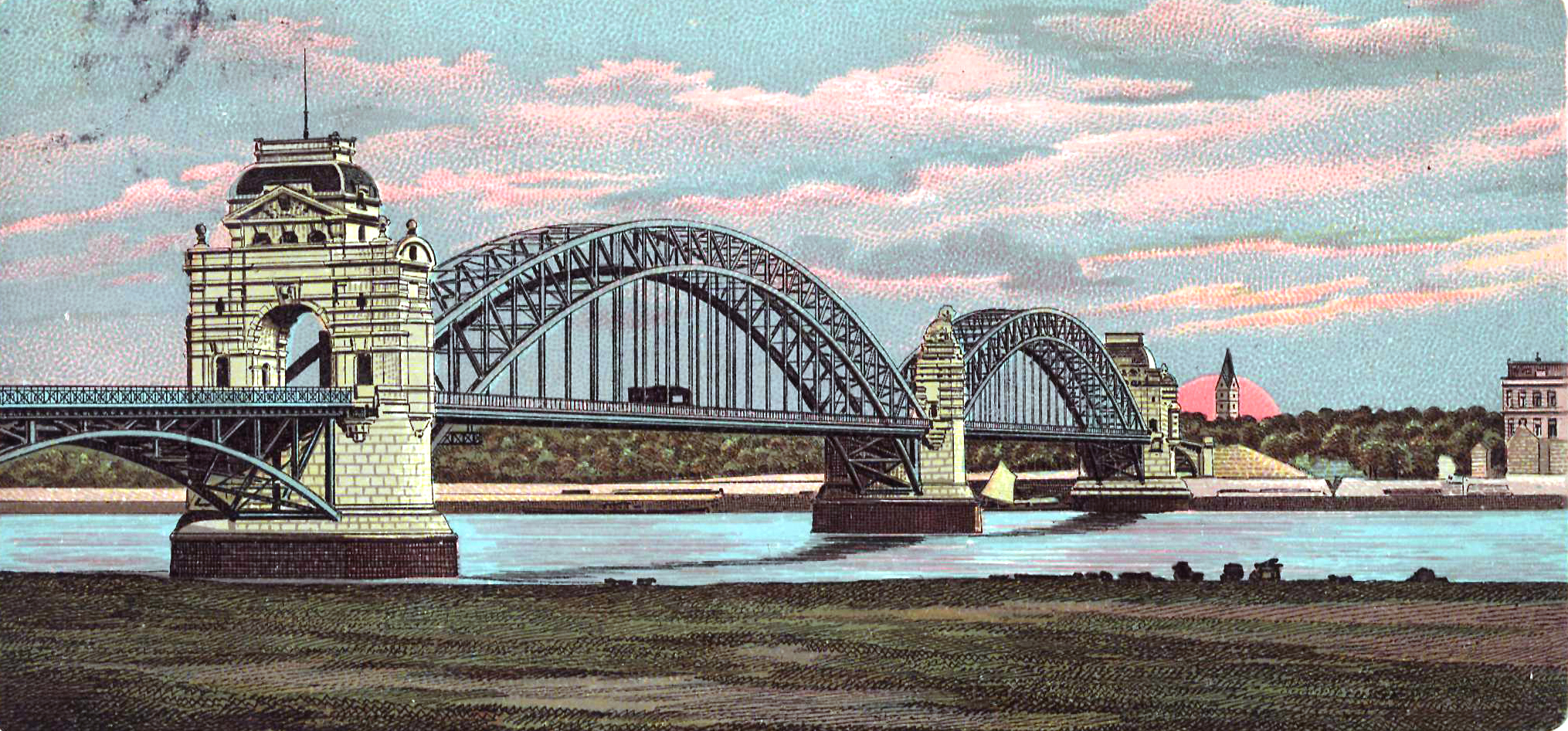
Alte Oberkasseler Brücke auf einer Postkarte von 1902

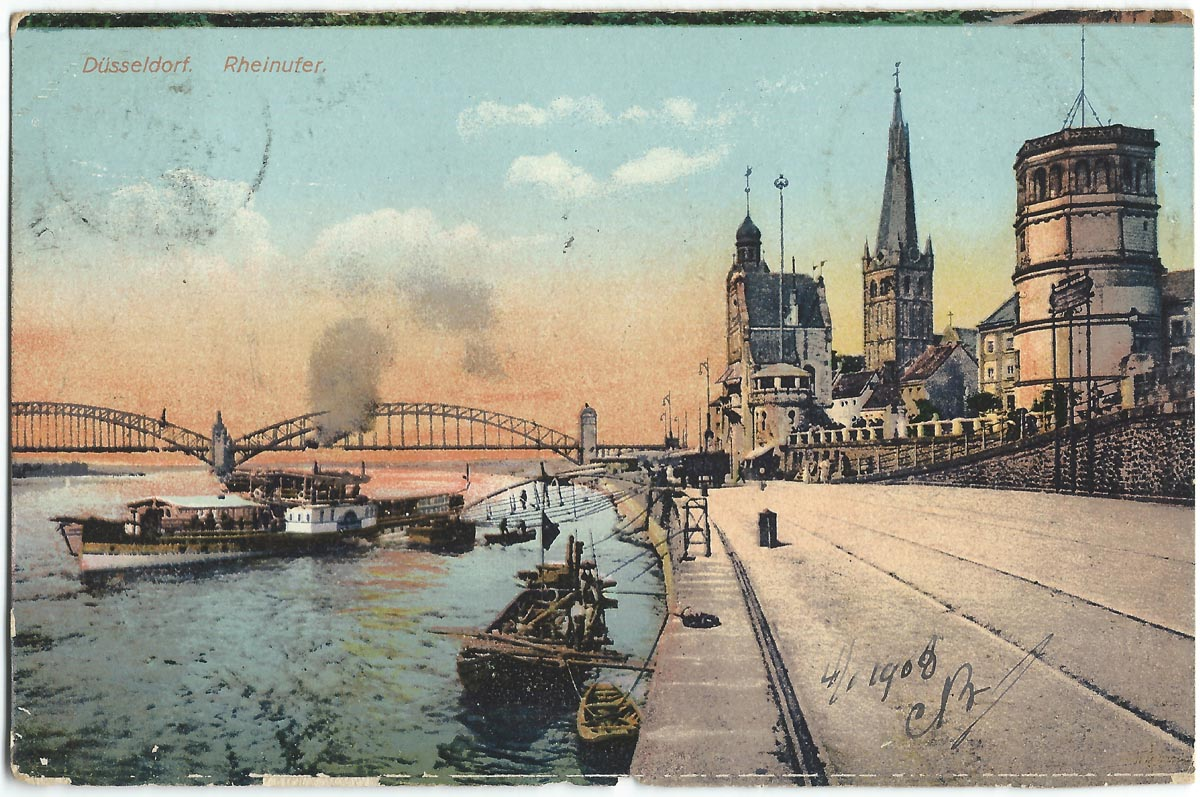
Alte Oberkasseler Brücke auf einer Postkarte von 1908

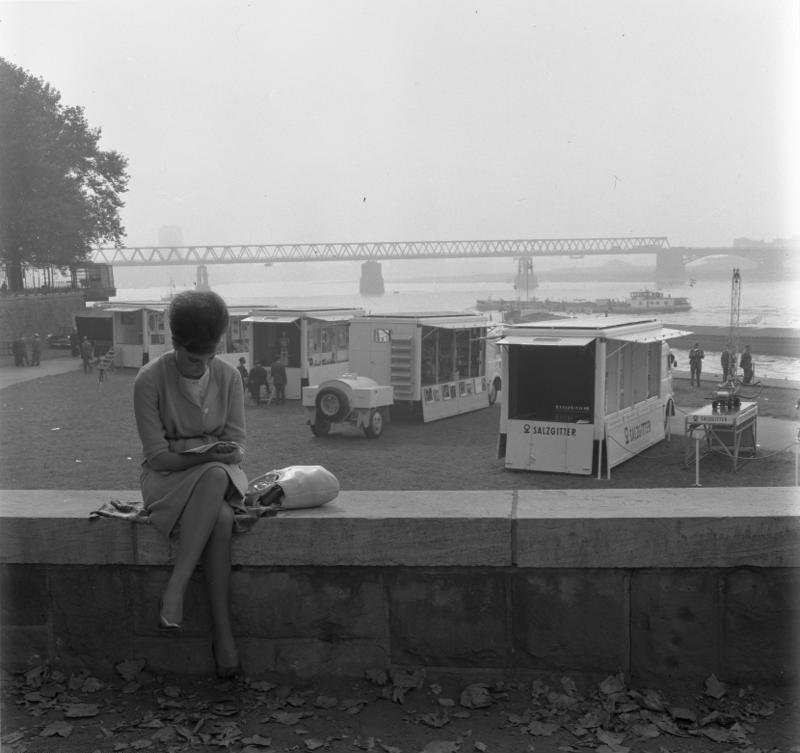
Behelfsbrücke 1961, Blick vom Rheinpark Golzheim

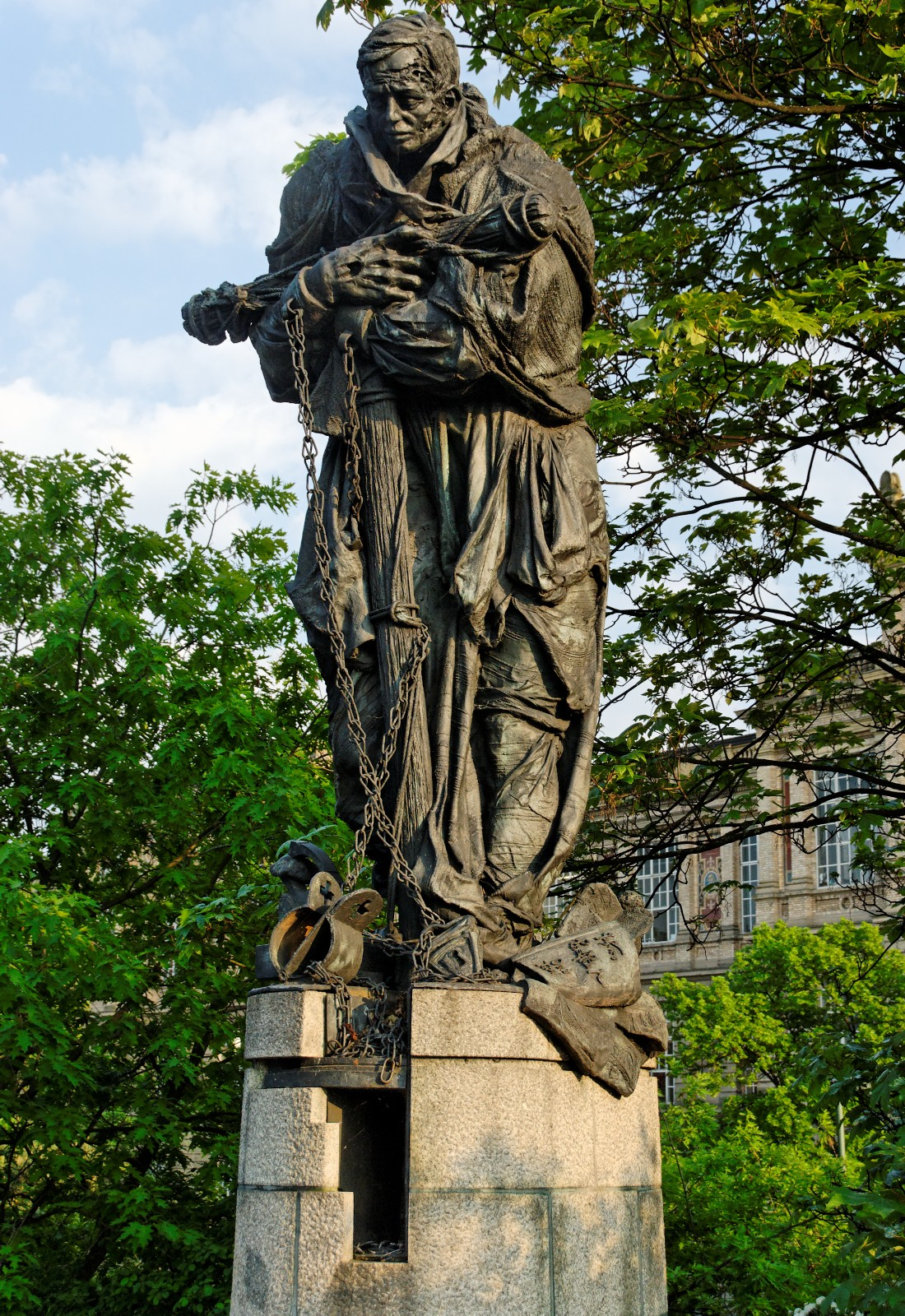
Statue für Johannes Nepomuk von Bert Gerresheim, mit den Gesichtszügen von Jerzy Popiełuszko, an der Hofgartenrampe

Die Oberkasseler Brücke ist die älteste Düsseldorfer Rheinbrücke für den Individualverkehr. Nach der Hammer Eisenbahnbrücke ist sie die zweite feste Rheinbrücke in Düsseldorf.
Die erste Oberkasseler Brücke wurde 1896 bis 1898 im Auftrag der Rheinischen Bahngesellschaft AG und auf Initiative und durch Finanzierung der Rheinbahngründer Heinrich Lueg, Franz Haniel junior, Friedrich Vohwinkel und August Bagel „der Jüngere“ als Teil der K-Bahn gebaut und am 12. November 1898 eröffnet. Ihre beiden großen Eisenfachwerkbögen mit jeweils rund 181 Metern Spannweite und die vier kürzeren Bögen über der Düsseldorfer Rheinwerft und dem flachen Oberkasseler Ufer wurden durch den Ingenieur Reinhold Krohn geplant und von der Gutehoffnungshütte in (Oberhausen-) Sterkrade ausgeführt. Die beiden historistischen Tortürme und die Aufbauten des Mittelpfeilers mit der Figur des rheinaufwärts blickenden Bergischen Löwen sowie das Brückengeländer hatte der Düsseldorfer Architekt und Maler Adolf Schill entworfen, seit 1880 Professor für Dekoration und Ornamentik an der Kunstakademie Düsseldorf. Die Portale waren nicht nur wichtige Blickpunkte der Luegallee und des ungefähr parallel zum Brückenbau vorgeschobenen Rheinufers, sondern gleichzeitig auch Stationen zur Entrichtung der anfänglich erhobenen Brückenmaut. Alle massiven Bauteile wurden durch die Bauunternehmung Philipp Holzmann & Cie. GmbH ausgeführt. Die Baukosten betrugen rund sechs Millionen Mark. Um auf dem östlichen Rheinufer das Portal und die Brückenauffahrt anlegen zu können, wurde der dort gelegene Sicherheitshafen zugeschüttet. Dies konnte geschehen, weil am 30. Mai 1896 erste Anlagen des heutigen Hafens an der Lausward eröffnet worden waren.
Die Brücke verbesserte nicht nur die Rheinschifffahrt, indem sie die bisherige Pontonbrücke am Altstadtufer, die ein Schifffahrtshindernis darstellte, entbehrlich machte. Sondern sie verbesserte auch die überörtlichen terrestrischen Individualverkehre und die Anbindung der Bürgermeisterei Heerdt, zu der auch Oberkassel gehörte, und war ein wesentlicher Schritt hin zur späteren Eingemeindung dieser Stadtteile nach Düsseldorf. In Oberkassel setzte nach Fertigstellung der Brücke und nach Eröffnung der auf ihr verkehrenden K-Bahn eine Art Bauboom ein. Insbesondere die ufernahen Bereiche wurden zu einem bevorzugten, innenstadtnahen Wohnquartier.
1925/1926 wurde die Oberkasseler Brücke dem gestiegenen Verkehrsaufkommen entsprechend verstärkt und verbreitert. So wurde die Straßenbahntrasse von der Fahrbahn getrennt; die Gleise lagen nun an den Außenseiten der Brückenbögen. Die Tortürme auf den äußeren Brückenpfeilern und der Bergische Löwe auf dem mittleren Brückenpfeiler wurden dabei vollständig entfernt. An diesem Umbau war der Düsseldorfer Architekt Eduard Lyonel Wehner beteiligt.
Nach 1933 erhielt das Bauwerk zum Gedenken an die Seeschlacht vor dem Skagerrak des Ersten Weltkriegs den Namen Skagerrak-Brücke. Wie alle anderen Düsseldorfer Rheinbrücken auch wurde die Skagerrak-Brücke am 3. März 1945 von der Wehrmacht gesprengt, um den Vormarsch der Briten und Amerikaner über den Rhein zu verzögern.
Noch im selben Jahr wurde an ihrer Stelle von britischen Pionieren eine Pontonbrücke, Freeman-Brücke genannt, errichtet und am 4. Oktober 1945 eröffnet. Diese von einer Zeitung der britischen Militärregierung als „Meisterwerk der Technik“ gerühmte Konstruktion wurde 1947 durch Eisgang beschädigt, wodurch sie für vier Monate ausfiel, und am 30. Dezember desselben Jahres durch einen Schiffsunfall zerstört. 1948 wurde dann die Dauerbehelfsbrücke aus „schwerstem deutschen Pioniermaterial“ als langjährig genutztes Provisorium fertiggestellt. Bereits im Dezember 1947 wurde sie mit dem nördlichen Fußgängersteig, im Februar 1948 auch mit dem südlichen Fußgängersteig dem Verkehr übergeben.
Wegen des zunehmenden Verkehrs stellte der Leiter des Düsseldorfer Stadtplanungsamtes und Architekt Friedrich Tamms schon bald Planungen über eine Entlastung der Oberkasseler Behelfsbrücke und ihren anschließenden Neubau an. Zunächst wurde die von Fritz Leonhardt geplante und entsprechend den Vorstellungen von Tamms geänderte Theodor-Heuss-Brücke 1957 dem Verkehr übergeben. Anschließend beauftragte Tamms auch die Planung der Oberkasseler Brücke und der Rheinkniebrücke, wobei Fritz Leonhardt für die Rheinkniebrücke, Hans Grassl für die Oberkasseler Brücke federführend war und sich der zuständige Dezernent als Architekt der formalen Gestaltung annahm. Da aus wirtschaftlichen Gründen für die erforderliche Spannweite nur eine Schrägseilbrücke in Frage kam und Tamms das Stadtbild nicht durch Pylone am rechten Ufer stören wollte, entschied man sich für eine einhüftige Brücke mit nur einem Pylonstiel am linken Ufer. Die enge Verwandtschaft zwischen den drei Brücken ergab sich nicht nur aus der Zusammenarbeit aller Beteiligten in der kurzen Planungsperiode, sondern wurde von Tamms gefördert.
Da der Verkehr auf der alten Oberkasseler Brücke nicht beeinträchtigt werden durfte, musste zunächst die Rheinkniebrücke errichtet werden. Die neue Oberkasseler Brücke wurde anschließend, zwischen 1969 und 1973 zunächst ein wenig stromaufwärts, gebaut, während der Verkehr weiter über die alte Brücke lief. Nach der provisorischen Verkehrsfreigabe im Dezember 1973 wurde der Verkehr auf die neue Brücke umgeleitet, während die alte abgebrochen und an ihrer Stelle der endgültige Unterbau für die neue Brücke vorbereitet wurde. Nach Abbruch der Oberkasseler Behelfsbrücke von 1947/48 wurden die groben Teile in der Eisenindustrie des Ruhrgebiets recycelt. Die Teile des von Adolf Schill entworfenen historistischen schmiedeeisernen Brückengeländers, welche noch von vor 1945 vorhanden waren, erhielten einen neuen Platz am Rande der Parkanlage am Ständehaus am Schwanenspiegel entlang der Haroldstraße und am Spee’schen Graben entlang der Poststraße.
Spektakulär war dann der Brückenverschub am 7. und 8. April 1976. Der komplette Oberbau der Brücke samt Pylon und Schrägseilen mit einem Gesamtgewicht von 12.500 Tonnen wurde um 47,5 Meter stromabwärts an den Platz der alten Brücke gezogen. Dieser Umzug verlief mit einer Geschwindigkeit von 3,6 Metern pro Stunde (entspricht einem Millimeter pro Sekunde), dauerte dreizehn Stunden und erfolgte unter Einsatz zweier Hydropressen, die mit Gestängen einen Widerstand von 375 Tonnen überwanden. Die Brücke glitt mit Hilfe von Scheiben aus Teflon auf spiegelblanken Stahlplatten. In nur drei Wochen waren dann die Anschlüsse hergestellt, am 30. April 1976 erfolgte die endgültige Verkehrsfreigabe.
Ende der 1980er Jahre wurde der U-Bahnhof Tonhalle/Ehrenhof auf der östlichen Brückenrampe gebaut. Die Düsseldorfer Stadtbahn nahm am 6. August 1988 ihren Betrieb mit Streckenfahrten über die Oberkasseler Brücke auf.